# Acanthohamingia shiplei
Acanthohamingia shiplei är en djurart som tillhör fylumet skedmaskar, och som beskrevs av Ikeda, I. 1910. Acanthohamingia shiplei ingår i släktet Acanthohamingia och familjen Bonelliidae. Inga underarter finns listade i Catalogue of Life.